# Axen (By socken, Dalarna)
Axen är en sjö i Avesta kommun i Dalarna och ingår i Dalälvens huvudavrinningsområde. Sjön har en area på 0,113 kvadratkilometer och ligger 119 meter över havet.

## Delavrinningsområde
Axen ingår i det delavrinningsområde (668204-154371) som SMHI kallar för Inloppet i Bärsjön. Medelhöjden är 129 meter över havet och ytan är 10,82 kvadratkilometer. Det finns inga avrinningsområden uppströms utan avrinningsområdet är högsta punkten. Kvarnbäcken som avvattnar avrinningsområdet har biflödesordning 2, vilket innebär att vattnet flödar genom totalt 2 vattendrag innan det når havet efter 100 kilometer. Avrinningsområdet består mestadels av skog (83 procent). Avrinningsområdet har 0,17 kvadratkilometer vattenytor vilket ger det en sjöprocent på 1,6 procent.